# Opius sanestabanensis
Opius sanestabanensis är en stekelart som beskrevs av Fischer 1964. Opius sanestabanensis ingår i släktet Opius och familjen bracksteklar. Inga underarter finns listade i Catalogue of Life.